# Джерело № 1 (Лавки)
Джерело № 1 — гідрологічна пам'ятка природи місцевого значення. Об'єкт розташований на території Мукачівського району Закарпатської області, с. Лавки.
Площа — 0,5 га, статус отриманий у 1984 році.